# Arena Savaria
La Arena Savaria (en húngaro: Aréna Savaria) es un estadio cubierto de usos múltiples en Szombathely, una localidad del país europeo de Hungría, que alberga una serie de clubes deportivos desde amateurs a nivel profesional, siendo el más notable el ganador del campeonato de baloncesto húngaro de 2007 Falco KC. La arena también cuenta con un parque de deportes al aire libre con una serie de campos. En el interior del edificio se encuentra el complejo de la medicina del deporte regional. 
A lo largo de su historia además albergó el Campeonato aeróbico de Europa, y el Pannon Kupa, un torneo internacional de balonmano.